# Добжани (гміна)
Гміна Добжани (пол. Gmina Dobrzany) — місько-сільська гміна у північно-західній Польщі. Належить до Старгардського повіту Західнопоморського воєводства.
Станом на 31 грудня 2011 у гміні проживало 5103 особи.

## Територія
Згідно з даними за 2007 рік площа гміни становила 135.12 км², у тому числі:
- орні землі: 62.00%
- ліси: 24.00%

Таким чином, площа гміни становить 8.89% площі повіту.

## Населення
Станом на 31 грудня 2011:
| Опис     | Загалом | Загалом | Чоловіки | Чоловіки | Жінки | Жінки |
| -------- | ------- | ------- | -------- | -------- | ----- | ----- |
| одиниця  | осіб    | %       | осіб     | %        | осіб  | %     |
| все      | 5103    | 100     | 2580     | 50.56    | 2523  | 49.44 |
| міське   | 2404    | 100     | 1223     | 50.87    | 1181  | 49.13 |
| сільське | 2699    | 100     | 1357     | 50.28    | 1342  | 49.72 |

## Сусідні гміни
Гміна Добжани межує з такими гмінами: Інсько, Каліш-Поморський, Маряново, Реч, Сухань, Хоцивель.